# Líbia hívójelkörzetei
Líbia jelenleg (2024) nincs felosztva hívójelkörzetekre.
A Líbia számára az ITU a 5A hívójelprefixet határozta meg.
| Prefix | Körzet | Hely/jelleg | ITU zóna | CQ zóna | 1 szintű QTH lokátor |
| ------ | ------ | ----------- | -------- | ------- | -------------------- |
| 5A     | [0..9] | Líbia       | 38       | 34      | JM, KM, JL, KL       |

## Lajstromjel
Vízi és légi járművek lajstromjelezéséhez az 5A prefixet használják.